# Бахман (город)
Бахма́н (перс. بهمن‎) — небольшой город на юге Ирана, в провинции Фарс. Входит в состав шахрестана  Абаде. По данным переписи, на 2006 год население составляло 6 484 человека.

## География
Город находится в северной части Фарса, в горной местности юго-восточного Загроса, на высоте 2144 метров над уровнем моря.
Бахман расположен на расстоянии приблизительно 170 километров к северу от Шираза, административного центра провинции и на расстоянии 505 километров к юго-юго-востоку (SSE) от Тегерана, столицы страны.